# ЗДП (запал)
ЗДП — серия советских запалов замедленного действия. По внешнему виду, массогабаритным параметрам и укупорке соответствуют запалу МД-2.

## Конструкция
Любой запал серии ЗДП конструктивно представляет собой ниппель с запрессованным замедлителем в канале, на одном конце которого установлен капсюль-детонатор №8А, а на другом конце капсюль-воспламенитель КВ-11а. Принцип действия: при наколе капсюля-воспламенителя жалом ударника происходит воспламенение накольного состава КВ-11а, который по каналу в ниппеле запала с некоторой задержкой инициирует подрыв капсюля-детонатора.

## Варианты
| Тип запала | Количество срезов на ниппеле | Среднее время замедления, сек |
| ---------- | ---------------------------- | ----------------------------- |
| ЗДП-1      | 1                            | 1,0                           |
| ЗДП-2      | 2                            | 1,6                           |
| ЗДП-3      | 3                            | 2,5                           |

## См.также
- МД-2 — аналогичный запал мгновенного действия